# Andi Lila
Andi Lila (Kavajë, Condado de Tirana, Albania, 12 de febrero de 1986) es un exfutbolista de Albania que jugaba de defensa.
En el año 2020 terminó su carrera como futbolista y empezó a dedicarse a la política.

## Clubes
| Club                 | País    | Año       |
| -------------------- | ------- | --------- |
| K. S. Besa Kavajë    | Albania | 2003-2006 |
| Iraklis F. C.        | Grecia  | 2006-2007 |
| K. S. Besa Kavajë    | Albania | 2007-2008 |
| K. F. Tirana         | Albania | 2008-2011 |
| PAS Giannina         | Grecia  | 2011-2019 |
| Parma F. C. (cedido) | Italia  | 2015      |
| K. F. Tirana         | Albania | 2019-2020 |

## Palmarés
| Título               | Club         | País    | Año  |
| -------------------- | ------------ | ------- | ---- |
| Superliga de Albania | K. F. Tirana | Albania | 2009 |
| Copa de Albania      | K. F. Tirana | Albania | 2011 |
| Superliga de Albania | K. F. Tirana | Albania | 2020 |